# Eteimbes
Eteimbes (deutsch Welschensteinbach) ist eine französische Gemeinde mit 397 Einwohnern (Stand 1. Januar 2022) im Département Haut-Rhin in der Region Grand Est (bis 2015 Elsass) und ist Mitglied des Gemeindeverbandes Sud Alsace Largue.

## Geografie
Namensgebend für den Ort war der „Steinbach“, der durch das Gemeindegebiet fließt. Eteimbes liegt am Westrand der Region Elsass und am Nordwestrand des Sundgaus, nur etwa drei Kilometer östlich der Region Bourgogne-Franche-Comté, 23 Kilometer südwestlich von Mülhausen. Auf dem Gemeindegebiet, am Bergkamm Haut bois, treffen sich zwei Wasserscheidelinien. Der Steinbach fließt in Richtung Rheinland und die Rapène fließt in Richtung Rhônetal.

## Geschichte
Von 1324 bis 1648 war Welschensteinbach ein Lehen der vorderösterreichischen Herren von Thann. Dementsprechend wurde die Ortschaft 1331, 1576 und 1585 in Urkunden und Karten als Steinbach erwähnt. Im Jahre 1779 wurde sie Estambes genannt.
1793 erhielt Eteimbes im Zuge der Französischen Revolution (1789–1799) den Status einer Gemeinde und 1801 das Recht auf kommunale Selbstverwaltung.
1871 wurde das Elsass vom Deutschen Reich annektiert. Welschensteinbach gehörte innerhalb des Reichslandes Elsaß-Lothringen zum Kreis Altkirch im Bezirk Oberelsaß und lag auf der damaligen Grenze zwischen Deutschland und Frankreich. Davon zeugen noch an die zwanzig Grenzsteine auf dem Gemeindegebiet. Ab 1919 gehörte die Gemeinde wieder zu Frankreich.

### Bevölkerungsentwicklung
| Jahr      | 1910 | 1962 | 1968 | 1975 | 1982 | 1990 | 1999 | 2007 | 2016 |
| Einwohner | 207  | 82   | 105  | 123  | 148  | 232  | 280  | 306  | 383  |

## Sehenswürdigkeiten
- Die Kirche der Gemeinde ist dem Heiligen Pantalus (Saint Pantale) geweiht. Der Glockenturm wurde 1953 wiedererbaut. Die Kapelle sacré coeur de Jésus (Herz-Jesu) wurde 1870 erbaut.

- An der rue Pricipale drei gut erhaltene Fachwerkbauten (Nr. 19, 21, 23) in altertümlicher Ständerbauweise.

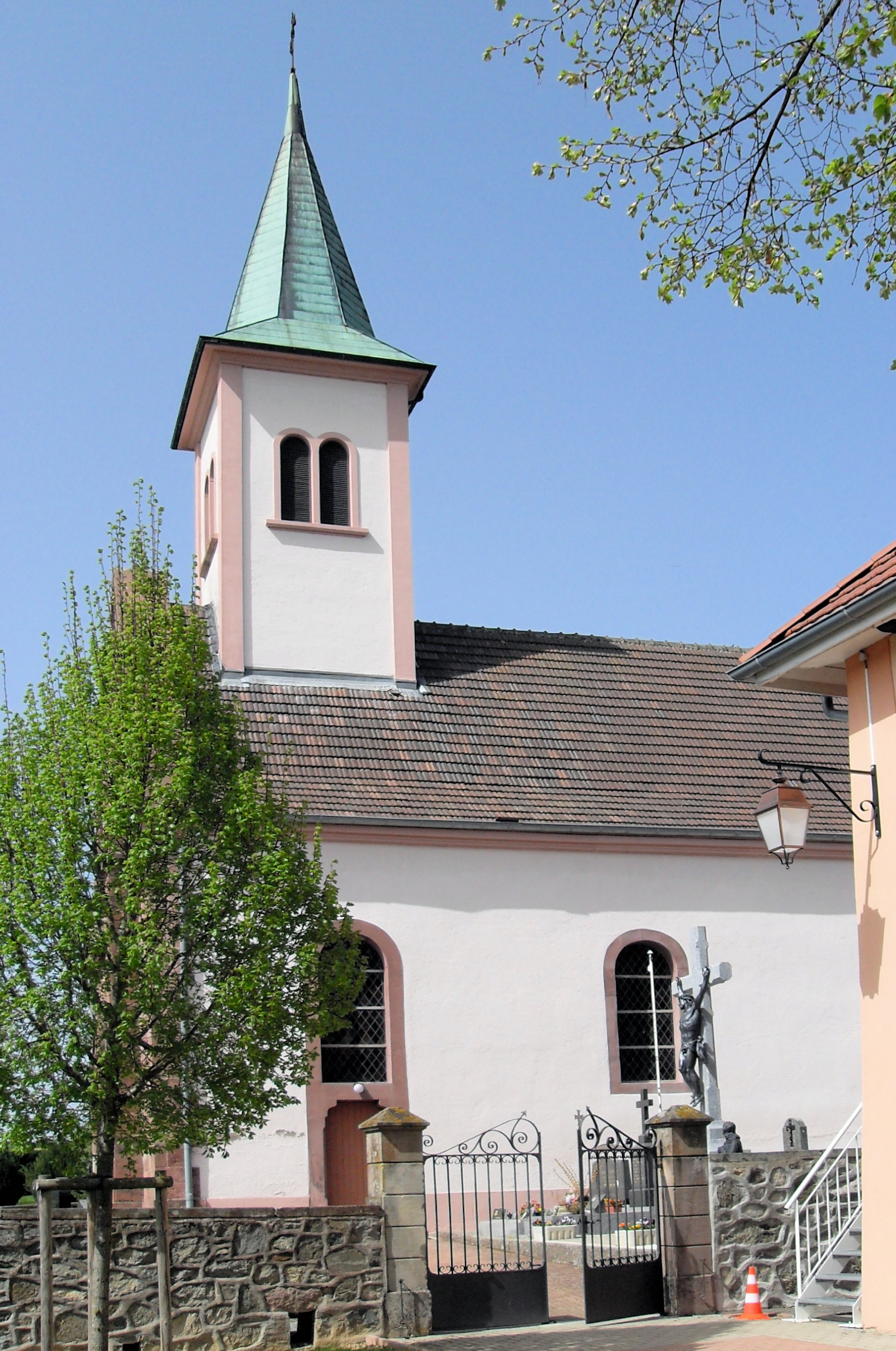
Kirche St. Pantalus
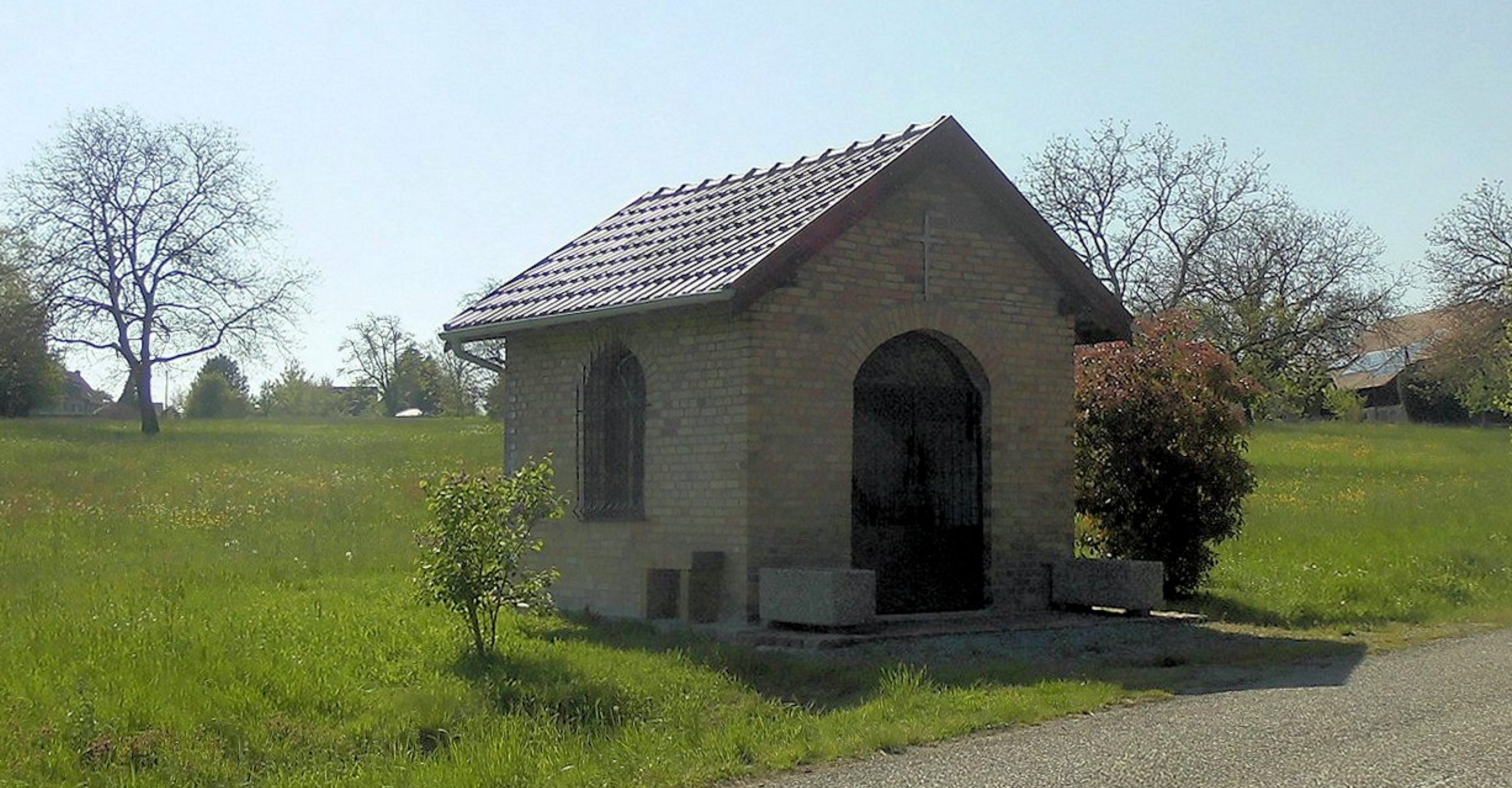
Herz-Jesu-Kapelle

## Wirtschaft
Das Bild der Gemeinde ist von Weiden, Äckern und Wald geprägt. In den 1960er Jahren überwog die Bedeutung der Landwirtschaft als Erwerbszweig. Im Laufe der Zeit wurden Wohnhäuser zwischen die Bauernhöfe gebaut. Viele Einwohner leben heute in Eteimbes, arbeiten aber in Mülhausen.